# 十字涧河
十字涧河，又称燕窝河，位于中国山东省蒙阴县北部，是梓河右岸支流，发源于岱崮镇西部的南、北岱固山（位于北岱崮庄），东南流至岱崮镇北注入梓河。全长12公里，流域面积38.2平方公里。